# Drama (Filmgenre)
Ein Drama, teilweise auch Filmdrama oder Fernsehdrama (Fernsehspiel), ist eine unspezifische Genre-Bezeichnung im Film- und Fernsehbereich. Es besteht kein allgemeiner Konsens über die genaue Definition, aber in diversen Publikationen gelten die untergeordneten Stile als eigenständige Filmgenres. 
Eine klare Einteilung wird zusätzlich durch mittlerweile entstandene Hybridvarianten (wie z. B. Dramedy) erschwert.

## Historisches
Das Drama ist nach antiker Definition eine Gattung der Dichtung und bezeichnet eine Handlung mit verteilten Rollen.
Frühere Definitionen des Filmdramas im Deutschen sind stärker eingegrenzt. Das Deutsche Fremdwörterbuch (1999) zitiert einen Satz aus der Veröffentlichung Die deutsche Filmindustrie von Karl Zimmerschied aus dem Jahre 1922: „Bald besann sich die Filmkunst darauf, die dem deutschen Wesen so sehr anhaftende Charaktereigenschaft der Sentimentalität für sich in vorteilhafter Weise wirtschaftlich auszunutzen. Dieser Erwägung verdankt das Filmdrama seine Entstehung.“

## Neuere Definitionen
Das Lexikon der Filmbegriffe der Universität Kiel umschreibt den Begriff Drama „als Sammelbezeichnung für Filme (...), die zwischen Melo- und Sozialdrama angesiedelt sind. Die somit wohl unspezifischste Genrebezeichnung des Films umfasst neben anderen Subgenres das romantische Drama, den Historienfilm, zahlreiche historische Melodramen, viele Gerichtsfilme, manche Abenteuerdramen und Ähnliches mehr. Im Zentrum des Dramas stehen Figuren, die eine Lebenskrise durchmachen, vor eine lebensverändernde Entscheidung gestellt sind, ihr Leben auf Grund von Verlust, Verfolgung, zufälligem Glück oder Ähnlichem neu formieren müssen.“
In seinem 2023 erschienenen Fachbuch Filmgenres und Filmgattungen betrachtet Frank Papenbroock das Drama dagegen als übergeordneten Begriff zu, dem sowohl Filmdramen, mit einer Reihe von eigenständigen Genres, untergeodnet sind, als auch Filmkomödien.
Marcus Stiglegger nannte in seinem 2020 erschienenen Handbuch Filmgenre. Geschichte – Ästhetik – Theorie, zwar weniger Einzelgenres, unterteilte jedoch in anderen Bereichen genauer, so sind das Musical und der Musikfilm bei ihm beispielsweise eigenständige Filmgenres.
Da es hinsichtlich dieser Einteilung unterscheidliche Ansichten gibt, werden hier nur die Dramavarianten benannt, die auch im Lexikon der Filmbegriffe als eigenständige Genres benannt werden;
- Filmbiografie/Biopic; als Genre[5] oder Subgenre (des Historienfilms[6])
- Filmtagödie (als filmisches Gegenstück zumr Tragödie)
- Heimatfilm
- Historienfilm
- Melodram
- Musikfilm
- Roadmovie
- Romantisches Drama, auch „romantic drama“[7]
- Sozialdrama (als filmisches Gegenstück zum  Sozialen Drama)
- Medizinisches Drama bzw. Arztfilm[8]
- Mysteryfilm

Es besteht keine Einigkeit darüber, ob das Beziehungsdrama als Unterart des Dramas oder des Thrillers betrachtet wird. Ebenfalls uneinheitlich bewertet wird das Ehedrama, welches entweder als Subgenre des Beziehungsdramas oder als Variante des Melodrams eingeordnet wird.
Für eigenständige Genres innerhalb der Kömödie, siehe Filmkomödie.